# تراژدی‌های یونان
تراژدی‌های یونان نمایش‌های اجرا شده در گونه تراژدی در دوران یونان باستان است. در واقع سرآغاز پیدایش تراژدی را اشعاری به گونه دیتیرامبیک می‌دانند که سرودهای وجدآور و بهجت‌بخشی بود که ساتیرها در بزرگداشت خدای شراب و باروری، دیونیسوس سر می‌دادند و بعدها با آثار مثلث نمایش نامه نویسان- آیسخولوس، سوفوکل و اوریپید به شکل اجرای نمایش نمود یافت. داستان این نمایش‌ها بیشتر بر اساس افسانه‌هایی بودند که در حماسه‌های اساطیر یونان ریشه داشت. 